# マティアス・プラツェック
マティアス・プラツェック（ドイツ語: Matthias Platzeck、1953年12月29日 - ）は、ドイツの政治家。ドイツ社会民主党 (SPD) 所属。2002年から2013年までブランデンブルク州首相。2005年フランツ・ミュンテフェーリングの後任として SPD 党首となったが、健康上の理由で2006年に党首を辞任した。

## 経歴

### 東ドイツ時代

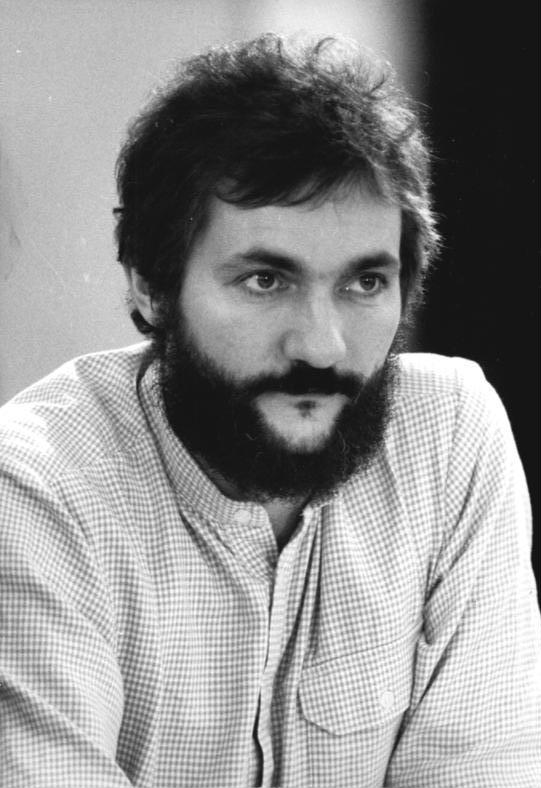
プラツェック（1991年）

東ドイツ（ドイツ民主共和国、当時）のポツダム出身。父親は医師、母は医療技術助手。1966年、ポツダムの一般学校（小学校に相当）を卒業後、専門高等学校（中・高校に相当）に入学し、アビトゥーアに合格。1972年から国家人民軍で兵役を済ませ、1974年にイルメナウ工科大学に入学してサイバネティックスを学び、1979年卒業。同年カール＝マルクス＝シュタット市衛生局空気環境課に勤務。翌年バート・フライエンヴァルデ (オーダー)市地区病院経済技術（物資供給）課長。1982年から1990年まで、ポツダム市衛生管理局環境衛生課長。同時に1987年までベルリンの医学教育アカデミーで環境衛生学について学ぶ。
長年衛星政党であるドイツ自由民主党（LDPD）に属していたが、1988年4月にポツダムの市民運動「環境保護と都市建設」 (ARGUS) の共同設立者になる。この会は1989年11月に東ドイツの環境保護団体連盟「緑の連合」の一部となり、プラツェックは西ドイツとの対話役の一人となる。1990年2月から4月まで、ハンス・モドロウ内閣に東ドイツ緑の党枠で無任所相として入閣。1989年から翌年にかけて、東ドイツ円卓会議に「緑の連合」の代表として参加。1990年3月、東ドイツ最初（かつ最後）の自由選挙となる人民議会選挙に無党派のまま「緑の連合」の比例代表候補となり当選。同盟90/緑の党の議員団事務局長になる。10月3日の東西ドイツ再統一後しばらくは144人の人民議会議員の一人としてドイツ連邦議会（旧西ドイツの議会）議員となる。

### 人気の州首相
1990年10月のブランデンブルク州議会選挙に同盟90の比例候補として当選。11月22日、マンフレート・シュトルペ州首相（ドイツ社会民主党＝SPD）の内閣に環境・自然保護相として入閣。1992年9月に州議会議員を辞任。1993年、同盟90と緑の党が合併し同盟90/緑の党を結成する際、プラツェックはこれを拒否して入党しなかった。この間連邦参議院議員を務める。1994年、シュトルペ州首相のシュタージへの協力疑惑が浮上し連立政権が崩壊、州議会選挙ののちSPD単独政権を樹立したシュトルペ州首相は、無所属のプラツェックを再度環境相として登用。環境相としてプラツェックはブランデンブルク州の40％を景観保護区域に指定し、オーデル川下流域のポーランドとの共同国立公園化を果たした。1995年、SPDに入党。1997年夏のオーデル川洪水の際、テレビ出演が重なり全国的な知名度を得る。
1998年5月、SPD に所属するポツダム市長が閣僚の汚職疑惑でリコールされ罷免されると、プラツェックは6月に党の州幹事会に選出され市長選に出馬、9月27日の決選投票で当選した。この間連邦政府では SPD のゲアハルト・シュレーダー政権が成立し、プラツェックは入閣を要請されたが断った。11月に州政府の大臣を辞職し、ポツダム市長に就任（‐2002年）。1999年に党の連邦執行部入り、翌年州代表に選出される。2002年6月、閣内不一致を理由にシュトルペが州首相を辞任すると、プラツェックが後継のブランデンブルク州首相に就任した。就任直後にエルベ川大洪水が発生、危機管理を陣頭指揮するプラツェックの人気はさらに高まった。プラツェック内閣はドイツキリスト教民主同盟 (CDU) との大連立で、シュトルペ前州首相の残した累積赤字や経済不振対策に取り組んだ。州首相就任と同時に連邦参議院に復帰し、2004年11月から一年間、持ち回りの参議院議長職を務める。2004年、州議会選挙に出馬し当選。

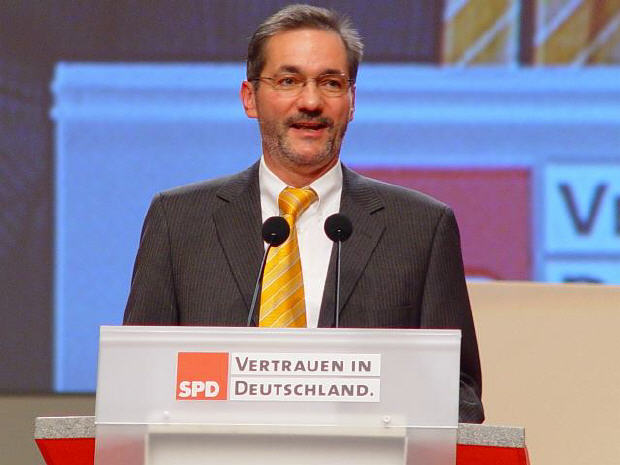
マティアス・プラツェック（2005年撮影）

### SPD党首就任と突然の辞任
連邦議会選挙直後の2005年10月、SPD のフランツ・ミュンテフェーリング党首が次期党首選出馬を辞退。この緊急事態にプラツェックは出馬を表明し、11月の党大会で得票率99.4％で党首に選出された。この得票率は戦後の初代党首クルト・シューマッハーに次ぐものである。ところが党首就任直後の2005年末から突発性難聴の症状が出始め、3月29日に再発して聴力が大幅に悪化。健康の悪化と治療を理由に4月10日に党首辞任を発表し、副党首のクルト・ベックが後任の党首となった。ブランデンブルク州首相の職は続けており、2009年に予定されている次期連邦議会選挙での連邦首相候補への意欲をにおわせる発言をして、ベック党首との関係が悪くなったこともある。現在の SPD 内で最も人気・知名度の高い政治家の一人ではあるが、健康不安がネックとなっている。
2007年より地方首長代表として第2ドイツテレビ (ZDF) の経営委員会に参加。2009年9月のブランデンブルク州議会選挙では、左翼党との連立で政権維持に成功した。シュタージへの協力疑惑がある左翼党政治家との協力には批判があり、またそのことについてプラツェックが「デア・シュピーゲル」に寄せたエッセイの中で、かつて SPD のクルト・シューマッハー党首が武装SSの元隊員と妥協したことと比較したため、批判の声が上がった。同じインタビューの中で、東西ドイツ再統一をナチス・ドイツによる1938年のオーストリア併合「アンシュルス」になぞらえたことも批判された。2011年、ドイツ連邦共和国功労勲章大功労十字星大綬章を受章。
2013年6月17日、発作のため入院したが10日後に復帰。7月29日に健康上の理由から全ての公職を辞することを発表し、8月28日に退任した。後任には州内相を務めていたディートマー・ヴォイトケを指名した。

## 家族
1978年、市民運動家の女性と結婚、三女（うち二人は双子）をもうける。1984年に離婚し、娘たちは妻が養育。2005年から女性経営者と同居し、2007年に再婚した。

## 著書
Matthias Platzeck: Zukunft braucht Herkunft. Deutsche Fragen, ostdeutsche Antworten. Hoffmann und Campe, Hamburg 2009, ISBN 978-3-455-50114-8